# Oliva de la Frontera
Oliva de la Frontera is een gemeente in de Spaanse provincie Badajoz in de regio Extremadura met een oppervlakte van 149 km². Oliva de la Frontera heeft 5.340 inwoners (1 januari 2016).

## Bezienswaardigheden
Even buiten het centrum ligt het opvallendste gebouw van Oliva de la Frontera: de Santuario de Nuestra Senora Virgen de Gracia. De wit geschilderde kerk heeft een gotisch zijportaal waarboven zich een slanke dertig meter hoge baroktoren bevindt.

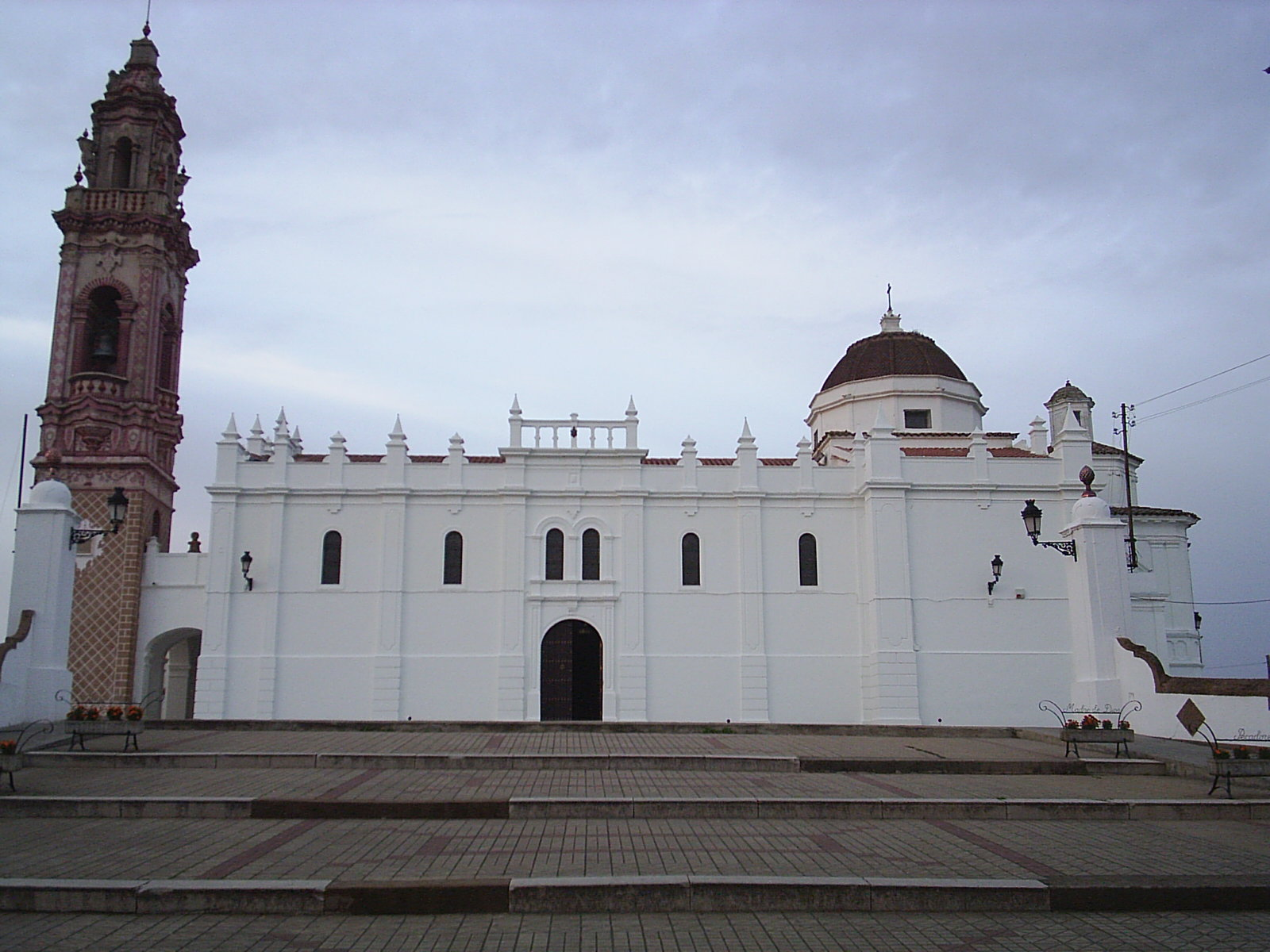
Santuario de Nuestra Senora Virgen de Gracia

## Demografische ontwikkeling
Bron: INE, 1857-2011: volkstellingen
Acedera · Aceuchal · Ahillones · Alange · Alburquerque · Alconchel · Alconera · Aljucén · Almendral · Almendralejo · Arroyo de San Serván · Atalaya · Azuaga · Badajoz · Barcarrota · Baterno · Benquerencia de la Serena · Berlanga · Bienvenida · Bodonal de la Sierra · Burguillos del Cerro · Cabeza del Buey · Cabeza la Vaca · Calamonte · Calera de León · Calzadilla de los Barros · Campanario · Campillo de Llerena · Capilla · Carmonita · Casas de Don Pedro · Casas de Reina · Castilblanco · Castuera · Cheles · Cordobilla de Lácara · Corte de Peleas · Cristina · Don Álvaro · Don Benito · El Carrascalejo · Entrín Bajo · Esparragalejo · Esparragosa de Lares · Esparragosa de la Serena · Feria · Fregenal de la Sierra · Fuenlabrada de los Montes · Fuente de Cantos · Fuente del Arco · Fuente del Maestre · Fuentes de León · Garbayuela · Garlitos · Granja de Torrehermosa · Guadiana · Guareña · Helechosa de los Montes · Herrera del Duque · Higuera de Llerena · Higuera de Vargas · Higuera de la Serena · Higuera la Real · Hinojosa del Valle · Hornachos · Jerez de los Caballeros · La Albuera · La Codosera · La Coronada · La Garrovilla · La Haba · La Lapa · La Morera · La Nava de Santiago · La Parra · La Roca de la Sierra · La Zarza · Llera · Llerena · Lobón · Los Santos de Maimona · Magacela · Maguilla · Malcocinado · Malpartida de la Serena · Manchita · Medellín · Medina de las Torres · Mengabril · Mérida · Mirandilla · Monesterio · Montemolín · Monterrubio de la Serena · Montijo · Navalvillar de Pela · Nogales · Oliva de la Frontera · Oliva de Mérida · Olivenza · Orellana de la Sierra · Orellana la Vieja · Palomas · Peñalsordo · Peraleda del Zaucejo · Puebla de Alcocer · Puebla de la Calzada · Puebla de la Reina · Puebla de Obando · Puebla de Sancho Pérez · Puebla del Maestre · Puebla del Prior · Pueblonuevo del Guadiana · Quintana de la Serena · Reina · Rena · Retamal de Llerena · Ribera del Fresno · Risco · Salvaleón · Salvatierra de los Barros · San Pedro de Mérida · San Vicente de Alcántara · Sancti-Spíritus · Santa Amalia · Santa Marta · Segura de León · Siruela · Solana de los Barros · Talarrubias · Talavera la Real · Táliga · Tamurejo · Torre de Miguel Sesmero · Torremayor · Torremejía · Trasierra · Trujillanos · Usagre · Valdecaballeros · Valdelacalzada · Valdetorres · Valencia de las Torres · Valencia del Mombuey · Valencia del Ventoso · Valle de Matamoros · Valle de Santa Ana · Valle de la Serena · Valverde de Burguillos · Valverde de Leganés · Valverde de Llerena · Valverde de Mérida · Villafranca de los Barros · Villagarcía de la Torre · Villagonzalo · Villalba de los Barros · Villanueva de la Serena · Villanueva del Fresno · Villar de Rena · Villar del Rey · Villarta de los Montes · Zafra · Zahínos · Zalamea de la Serena · Zarza-Capilla